# Remigia inornata
Remigia inornata là một loài bướm đêm trong họ Erebidae.